# (15307) 1992 XK
(15307) 1992 XK est un astéroïde de la ceinture principale d'astéroïdes découvert en 1992.

## Description
(15307) 1992 XK a été découvert le 15 décembre 1992 à Kiyosato (Japon) par Satoru Ōtomo.

### Caractéristiques orbitales
L'orbite de cet astéroïde est caractérisée par un demi-grand axe de 2,40 UA, un périhélie de 1,89 UA, une excentricité de 0,21 et une inclinaison de 1,17° par rapport à l'écliptique. Du fait de ces caractéristiques, à savoir un demi-grand axe compris entre 2 et 3,2 UA et un périhélie supérieur à 1,666 UA, il est classé, selon la JPL Small-Body Database, comme objet de la ceinture principale d'astéroïdes.

### Caractéristiques physiques
(15307) 1992 XK a une magnitude absolue (H) de 14,4 et un albédo estimé à 0,054.